# Greenville (Liberia)
Pour les articles homonymes, voir Greenville.
Greenville est une ville du Liberia et la capitale du comté de Sinoe. Elle est située sur une lagune, près de l'océan Atlantique, à 243 km au sud-est de Monrovia. Sa population s'élevait à 16 434 habitants au recensement de 2008.

## Histoire
La ville fut bâtie en 1838 par des émigrés noirs de la Mississippi Colonization Society. D'abord nommée colonie Mississippi-in-Africa (actuel comté de Sinoe), Greenville reçut le nom du juge James Green, un des premiers planteurs du delta du Mississippi à avoir envoyé d'anciens esclaves au Liberia.
La ville fut détruite au cours des deux guerres civiles que connut le Liberia entre 1989 et 2003, mais a été reconstruite depuis autour d'un port pour l'industrie forestière. Avant la guerre civile, les principales exportations du port étaient le bois d'œuvre, le caoutchouc et les produits agricoles. Greenville est le troisième port du Liberia pour son trafic. Le port dispose de deux quais (respectivement 70 m et 180 m de long) sur le côté intérieur de la jetée, avec une profondeur d'eau de 6 m.
Le parc national de Sapo est situé près de la ville. Des bateaux assurent les liaisons avec Harper et Monrovia.
Greenville connaît 185 jours de pluie par an. La température moyenne du mois le plus frais est de 24 °C et celle du mois le plus chaud est de 27 °C.